# Concierto Dumbarton Oaks
El Concierto en mi bemol, también conocido como  Dumbarton Oaks, 8.v.38 (1937–38) es un concierto de cámara de Ígor Stravinski, llamado así por la propiedad de Dumbarton Oaks de Robert Woods Bliss y Mildred Barnes Bliss en Washington D. C., que lo encargó por su trigésimo aniversario de boda. Compuesta en el período  neoclásico de Stravinski, la pieza es uno de los dos conciertos para cámara de Stravinski, el otro es el  Concierto en re, para cuerdas escrito en 1946 y está calificada para una orquesta de cámara de flauta,  clarinete, fagot,  2 corno (trompa), tres violines, tres violas, dos violoncelos y dos contrabajos. Los tres movimientos,  Tempo giusto, Allegretto y  Con moto, realizados sin descanso, totalizan aproximadamente doce minutos. El concierto se inspiró en gran medida en el conjunto de Conciertos de Brandeburgo de  Bach, y fue la última obra que Stravinski completó en Europa. Comenzó en la primavera de 1937 en el Château de Montoux cerca de Annemasse, junto a Ginebra, Suiza, y terminó en París el 29 de marzo de 1938..
La comisión había sido negociada por Nadia Boulanger. También dirigió el estreno privado del 8 de mayo de 1938 en la sala de música de Dumbarton Oaks, mientras que el compositor fue hospitalizado con tuberculosis. El estreno público tuvo lugar en París el 4 de junio de 1938, en un concierto de La Sérénade, con la dirección de Stravinski. El manuscrito de partitura completa, anteriormente propiedad del Sr. y la Sra. Robert Woods Bliss, se encuentra en la Colección de libros raros de la Universidad de Harvard de la Biblioteca de investigación Dumbarton Oaks, Washington D. C.
El mismo Stravinski creó una reducción para dos pianos. La transcripción de órgano de Leif Thybo en 1952 sentó las bases para su investigación de las posibilidades de la forma moderna del instrumento (Jakobsen, n.d.) Un ballet, coreografiado por Jerome Robbins, fue estrenado por el New York City Ballet el 23 de junio de 1972, convocando a un director y seis bailarines de cuerpo de cada sexo.